# Molatore

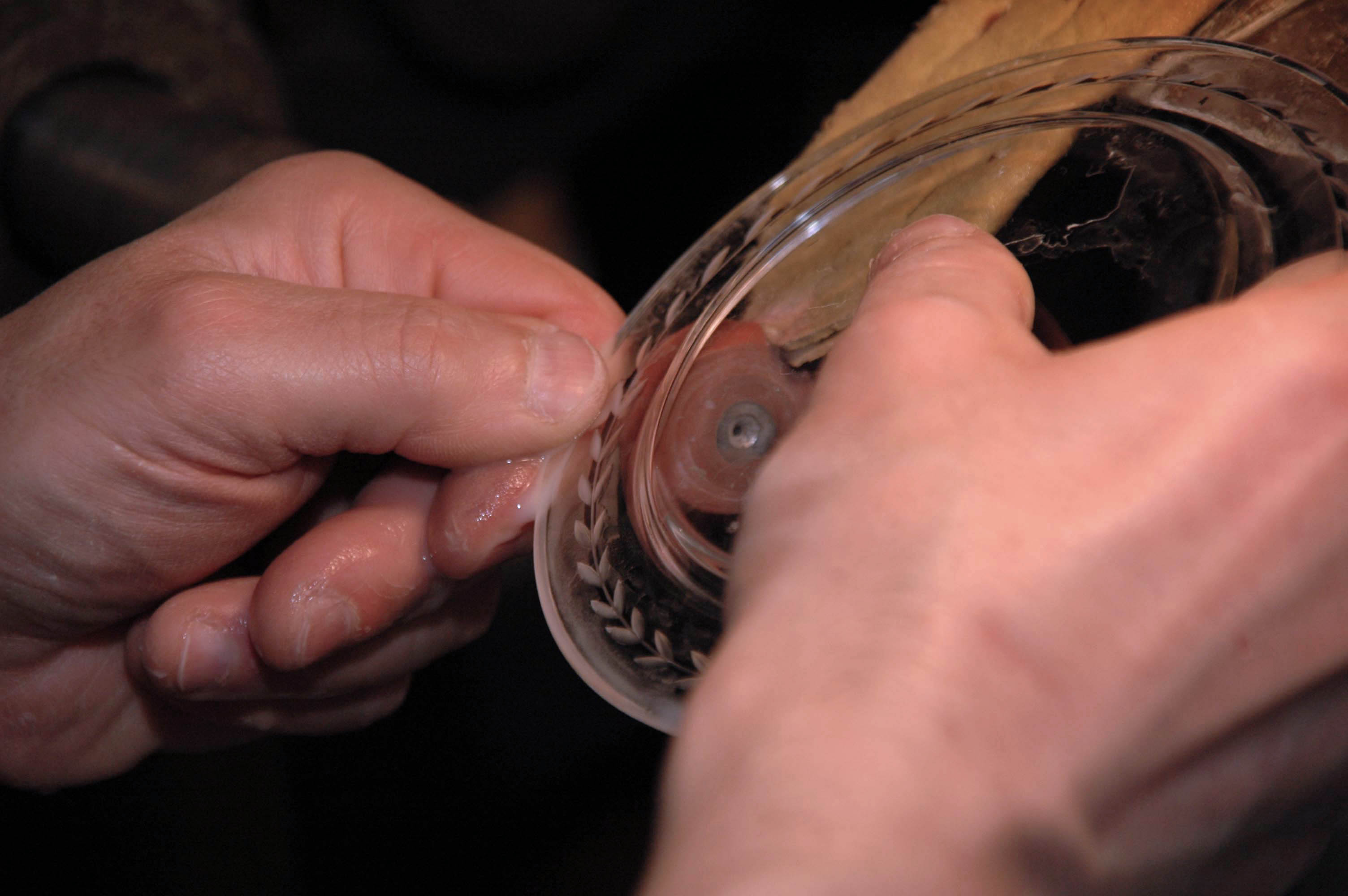
Un artigiano all'opera

Un molatore è il termine usato, in particolare, nell'industria della vetreria, per definire una persona esperta che restaura, mola e incide oggetti in vetro e in cristallo.
Nell'artigianato d'eccellenza, il lavoro viene tuttora svolto con tecniche tradizionali tramandate nei secoli. Nelle province di  Firenze e Siena esistono delle botteghe o laboratori dove i maestri molatori e incisori (ad esempio Marcello Galgani e suo figlio Lorenzo
,Paola Locchi, Luciano Bandinelli , Boreno Cigni, ...) possono rifare, ricostruire, sostituire oggetti preziosi (oliere antiche, interno di una saliera d'argento, antichi lampadari, coppetta...) utilizzando antichi vetri che verranno poi molati, fresati, incisi secondo lo stile del campione danneggiato.